# Brvenik
Brvenik (cirill betűkkel Брвеник), település Szerbiában, a Raškai körzethez tartozó Raška községben.

## Népesség
- 1948-ban 98 lakosa volt.
- 1953-ban 112 lakosa volt.
- 1961-ben 110 lakosa volt.
- 1971-ben 102 lakosa volt.
- 1981-ben 84 lakosa volt.
- 1991-ben 69 lakosa volt.
- 2002-ben 67 lakosa volt, akik mindannyian szerbek.